# National Rugby Championship 2016
El National Rugby Championship (Campeonato nacional de rugby) de 2016 fue la tercera edición del principal torneo profesional de rugby australiano.
El equipo de Perth Spirit se coronó campeón al vencer 20 a 16 al equipo de NSW Country Eagles, obteniendo su primer título en la competencia.

## Sistema de disputa
El torneo se disputó en formato liga donde se enfrentarán todos contra todos, en un periodo de 7 semanas.
Luego de la fase regular, los cuatro primeros clasificados disputarán una semifinal buscando el paso a la final en la cual se enfrentarán los dos mejores equipos del torneo buscando el campeonato.

### Clasificación
| Pos. | Equipo              | Encuentros | Encuentros | Encuentros | Encuentros | Tantos | Tantos | Tantos | PB | PB | Puntos |
| Pos. | Equipo              | PJ         | PG         | PE         | PP         | F      | C      | Dif    | BO | BD | Puntos |
| ---- | ------------------- | ---------- | ---------- | ---------- | ---------- | ------ | ------ | ------ | -- | -- | ------ |
| 1    | NSW Country Eagles  | 7          | 6          | 0          | 1          | 280    | 190    | +90    | 3  | 1  | 28     |
| 2    | Sydney Rays         | 7          | 6          | 0          | 1          | 258    | 174    | +84    | 3  | 0  | 27     |
| 3    | Perth Spirit        | 7          | 5          | 0          | 2          | 250    | 210    | +40    | 2  | 0  | 22     |
| 4    | Melbourne Rising    | 7          | 3          | 0          | 4          | 260    | 262    | −2     | 1  | 3  | 16     |
| 5    | Canberra Vikings    | 7          | 3          | 0          | 4          | 254    | 276    | −22    | 2  | 1  | 15     |
| 6    | Western Sydney Rams | 7          | 2          | 0          | 5          | 264    | 266    | −2     | 1  | 4  | 13     |
| 7    | Brisbane City       | 7          | 2          | 0          | 5          | 216    | 306    | −90    | 0  | 1  | 9      |
| 8    | Queensland Country  | 7          | 1          | 0          | 6          | 248    | 346    | −98    | 0  | 3  | 7      |

|  | Semifinalistas. |

## Fase Final

### Semifinales
| 15 de octubre | NSW Country Eagles | 50 - 24 | Melbourne Rising | Sports Ground No. 2, Newcastle |  |

| 16 de octubre | Sydney Rays | 24 - 42 | Perth Spirit | Pittwater Park, Sídney |  |

### Final
| 22 de octubre | NSW Country Eagles | 16 - 20 | Perth Spirit | Scully Park, Tamworth |  |

| Bandera de Australia |
| Campeón Perth Spirit |
| Primer título        |